# ماریا ونتو-کاباچی
 ماریا ونتو-کاباچی (انگلیسی: María Vento-Kabchi؛ زاده ۲۴ مهٔ ۱۹۷۴) یک تنیس‌باز اهل ونزوئلا است.